# レディジュラー
レディジュラー (Lady Juror) はイギリスの競走馬である。
母レディジョセフィンはニュ―マーケットのセリに出品され、コルモンデリー氏が1200ギニーで落札して繁殖入り。
1歳馬のセリでワトソン氏に落札された。
競走馬として、2歳時の頃は不調だったが、3歳になってから3勝して8057ポンドを稼いだ。5ハロンと6ハロンのステークスを制し、ジョッキークラブステークス(11ハロン)を派手に勝ちスピードとスタミナを備えた優駿と賞賛された。
しかし、ワトソンが死去した為にニューマーケットのセリに出される。。
8600ギニーでJ.A.デウォー卿に落札されてホームストーム牧場で繁殖入りするがそのデウォー卿も死去して同名の甥に遺贈されて、死没するまで同卿の元に居た。
1924年から1941年に死ぬまでに牡馬と牝馬を6頭ずつ、初年度の不受胎の翌年から10年連続で生み、7頭が勝ちを挙げて中堅くらいの活躍し、フェアトライアルは8番仔。
フェアウェイを配合して生産したのはフェアトライアルのみ。
繁殖生活後半は7年で2頭のみだったが、末子ディセンターは2勝しており、その産駒スコットはロワイヤルオーク賞を勝って種牡馬入りしている。
牝系からはテューダーミンストレルが出ている。他にも、フォルリの父アリストファネス、カシミール、ミホシンザン、カネケヤキ、ブラストワンピースなどがいる。
半妹に「Flying Filly」とも呼ばれたムムタズマハルがおり、こちらも有力なファミリーラインを確立した。

## 牝系図
牝系図の主要な部分（G1競走優勝馬、日本の重賞馬）は以下の通り。*は日本に輸入された馬。
牝系図の出典：galopp-sieger.de
- Vintner Mare - F-No.9始祖
  - （4代省略）
    - Crab Mare - F-No.9-c始祖始祖
      - （14代省略）
        - Lady Josephine 1912
          - Lady Juror 1919 ---↓(改行)
            - Sansonnet 1933
              - Neolight 1943
                - Minaret 1948 ---ミナレット系へ

          - Mumtaz Mahal 1921 ---ムムタズマハル系へ
            - Mah Mahal 1928
              - Mah Iran 1939 ---マーイラン系へ

            - Mumtaz Begum 1932 ---ムムタズベグム系へ
              - Sun Princess 1937
                - Tessa Gillian 1950
                  - Courtessa 1955 ---コーテッサ系へ

---↓レディジュラー系
- Lady Juror 1912
  - Jurisdiction 1925
    - Bishopscourt 1945
      - Queen of Speed 1950
        - Nick of Time 1955
          - *エリモホーク 1968（アスコットゴールドカップ）

        - Kashmir II 1963（英2000ギニー）

  - Riot 1929
    - Kettle of Fish 1936
      - Persian Dish 1951
        - My Goodness Me 1960（チェヴァリーパークステークス）

    - Commotion 1938（英オークス）
    - Climax 1942
      - *コンキユバイン 1948
        - カネケヤキ 1961（桜花賞、優駿牝馬）
          - カネハチク 1968
            - カネミカサ 1974（アルゼンチン共和国杯など重賞4勝）

        - カネタチバナ 1963
          - カネヒムロ 1968（優駿牝馬）
            - カネミノブ 1974（有馬記念）

        - カネトウヒ 1968
          - カネクロシオ 1980（新潟大賞典、ステイヤーズステークス）

      - Singing Sister 1954
        - Anneiv 1964
          - *タイタイ 1969
            - ナポリジョオー 1975
              - ミホシンザン 1982（皐月賞、菊花賞、天皇賞（春）など重賞7勝）

  - Fair Trial 1932
  - Sansonnet 1933
    - Neola 1942
      - Bright Dart 1960
        - *オズモース 1966
          - エリモスミレ 1975
            - グリーンスミレ 1985
              - チアズスミレ 1995
                - マイソールサウンド 1999（京都記念など重賞5勝）

            - プリンセスダンサー 1986
              - メイショウアムール 1991（ブリーダーズゴールドC）

    - Neolight 1943
      - Minaret 1948 ---ミナレット系へ

    - Tudor Minstrel 1944（英2000ギニー）
    - Rain Cloud 1953
      - Sun Haze 1958
        - *ステイーヴスアニー 1962
          - エクレア 1969
            - キクノペガサス 1981（中日新聞杯、阪神牝馬特別、愛知杯）

  - Dissenter 1939
    - *スコツト 1954（ロワイヤルオーク賞）

### ミナレット系
- Minaret 1948
  - Mamounia 1953
    - Bambola 1958
      - Tabola 1967
        - Taberet 1974
          - Perfect Connection 1979
            - Love Connection 1984
              - More d'Amour 1995 
                - White Pants Night 2011
                  - *ミスチヴィアスアレックス 2017（カーターハンデキャップ）

          - Halo's Princess 1981
            - *ヘイルシャム 1988（伊ダービー）
            - Princess Manila 1990
              - Prince Kirk 2000（イスパーン賞）

          - Curator 1986
            - Curata Storm 1997（メルセデスクラシック）

      - Raise a Baby 1972
        - Summer Review 1979
          - *エラティス 1990
            - ツルマルグラマー 1999
              - ツルマルワンピース 2008
                - ブラストワンピース 2015（有馬記念など重賞5勝）

            - アルナスライン 2004（日経賞）

    - Fleeting Moon 1961
      - Pink Velvet 1970
        - Taj Princess 1974
          - Indian Queen 1985（アスコットゴールドカップ、ロワイヤルオーク賞）

  - Ommeyad 1954（愛セントレジャー）
  - Rose of Medina 1956
    - Celina 1965（愛オークス）
      - Geraniums Red 1974
        - Affinity 1979（コーフィールドカップ）
        - Rose World 1993
          - Volkrose 2002
            - Shamexpress 2009（ニューマーケットハンデキャップ）

    - Melodina 1968
      - Dubian 1982（リディアテシオ賞）
        - Sayyedati 1990（英1000ギニーなどGI5勝）
        - Golden Snake 1996（ガネー賞などGI4勝）

## 血統表
| レディジュラーの血統（サンインロー系 / Blair Athol S5×S5=6.25%） | レディジュラーの血統（サンインロー系 / Blair Athol S5×S5=6.25%） | レディジュラーの血統（サンインロー系 / Blair Athol S5×S5=6.25%） | （血統表の出典）             | （血統表の出典）   |
| 父 Son-in-Law (GB) 1911年 青鹿毛                                 | 父の父Dark Ronald (GB) 1905 青鹿毛                               | Bay Ronald                                                       | Hampton                      | Hampton            |
| 父 Son-in-Law (GB) 1911年 青鹿毛                                 | 父の父Dark Ronald (GB) 1905 青鹿毛                               | Bay Ronald                                                       | Black Duchess                |                    |
| 父 Son-in-Law (GB) 1911年 青鹿毛                                 | 父の父Dark Ronald (GB) 1905 青鹿毛                               | Darkie                                                           | Thurio                       | Thurio             |
| 父 Son-in-Law (GB) 1911年 青鹿毛                                 | 父の父Dark Ronald (GB) 1905 青鹿毛                               | Darkie                                                           | Insignia                     |                    |
| 父 Son-in-Law (GB) 1911年 青鹿毛                                 | 父の母Mother in Law (GB) 1906 鹿毛                               | Matchmaker                                                       | Donovan                      | Donovan            |
| 父 Son-in-Law (GB) 1911年 青鹿毛                                 | 父の母Mother in Law (GB) 1906 鹿毛                               | Matchmaker                                                       | Match Girl                   |                    |
| 父 Son-in-Law (GB) 1911年 青鹿毛                                 | 父の母Mother in Law (GB) 1906 鹿毛                               | Be Cannie                                                        | Jock of Oran                 | Jock of Oran       |
| 父 Son-in-Law (GB) 1911年 青鹿毛                                 | 父の母Mother in Law (GB) 1906 鹿毛                               | Be Cannie                                                        | Reticence                    |                    |
| 母 Lady Josephine (GB) 1912 栗毛                                 | 母の父Sundridge (GB) 1898 栗毛                                   | Amphion                                                          | Rosebery                     | Rosebery           |
| 母 Lady Josephine (GB) 1912 栗毛                                 | 母の父Sundridge (GB) 1898 栗毛                                   | Amphion                                                          | Suicide                      |                    |
| 母 Lady Josephine (GB) 1912 栗毛                                 | 母の父Sundridge (GB) 1898 栗毛                                   | Sierra                                                           | Springfield                  | Springfield        |
| 母 Lady Josephine (GB) 1912 栗毛                                 | 母の父Sundridge (GB) 1898 栗毛                                   | Sierra                                                           | Sanda                        |                    |
| 母 Lady Josephine (GB) 1912 栗毛                                 | 母の母Americus Girl (GB) 1905 栗毛                               | Americus                                                         | Emperor of Norfolk           | Emperor of Norfolk |
| 母 Lady Josephine (GB) 1912 栗毛                                 | 母の母Americus Girl (GB) 1905 栗毛                               | Americus                                                         | Clara D.                     |                    |
| 母 Lady Josephine (GB) 1912 栗毛                                 | 母の母Americus Girl (GB) 1905 栗毛                               | Palotta                                                          | Gallinule                    | Gallinule          |
| 母 Lady Josephine (GB) 1912 栗毛                                 | 母の母Americus Girl (GB) 1905 栗毛                               | Palotta                                                          | Maid of kilcreene (F-No.9-c) |                    |